# Людмила Раудтітс
Людмила Раудтітс (нар. 10 грудня 1923, Кишинів — пом. 8 грудня 2008) — естонський видавець, перекладач; заслужений діяч культури Естонської РСР, лауреат Державної премії Естонської РСР.

## Біографія
Народилася 10 грудня 1923 року в місті Кишиневі (нині Молдова). У 1934 році з батьками переїхала до Естонської Республіки. Навчалася в Талліннській російській міській гімназії та гімназії Ганса Кубу.
З 1944 року працювала в Державному видавничому об'єднанні, з 1967 року — відповідальний секретар, а потім заступник головного редактора Естонської радянської енциклопедії. Була одним із ініціаторів видання Естонської радянської енциклопедії. За її активої участі було видано довідники російською мовою «Радянська Естонія», «Таллін», «Естонія-Eesti», «Естонський біографічний словник», «Естонський енциклопедичний словник». 
Померла 8 грудня 2008 року.